# Toshimitsu Tanaka
Toshimitsu Tanaka (japonès: 田中利光)  (Aomori, 17 de juliol de 1930 - Tòquio, 30 de juliol de 2020) fou un compositor japonès. Va estudiar composició a la Facultat de Música de Kunitachi, on posteriorment va exercir com a professor. També ensenyà a la Universitat Nacional de Cultura i Arts de Kíev.

## Obres
- Adagio i allegro per a quartet de pianos
- Dos moviments per a marimba
- Gunzo
- Hadaka no Shima
- Les quatre estacions
- Maze
- Pathos
- Sadlo Concerto
- Suite per a marimba[2]
- The Grave[1]